# ATP9A
ATP9A‏ (ATPase phospholipid transporting 9A (putative)) هوَ بروتين يُشَفر بواسطة جين ATP9A في الإنسان.